# Ruggero Bonomi
Ruggero Bonomi (Lugo, 6 febbraio 1898 – Oderzo, 12 aprile 1980) è stato un generale e aviatore italiano.
Pilota di grande esperienza della Regia Aeronautica, dopo aver partecipato alla Crociera del Mediterraneo occidentale pilotando un idrovolante SIAI S.62, e poi a quella del Mediterraneo orientale, partecipò alla guerra di Spagna in seno all'Aviazione Legionaria raggiungendo il grado di generale di brigata aerea. Nel corso della seconda guerra mondiale fu vicecomandante del Corpo Aereo Italiano (CAI), comandante interinale della Divisione Bombardamento “Drago”, e poi della direzione del 3º Reparto dello Stato maggiore a Roma, comandante dell'Aeronautica della Tripolitania e comandante dell'Aviazione ausiliaria per la Marina (MARINAVIA). Dopo l'armistizio dell'8 settembre 1943 aderì alla Repubblica Sociale Italiana entrando nella neocostituita Aeronautica Nazionale Repubblicana per ricoprire l'incarico di Sottosegretariato di stato all'Aeronautica.

## Biografia
Nacque a Lugo, in provincia di Ravenna, il 23 settembre 1898, quarto di sei figli dell'avvocato Eufrasio e di Elena Archi. Dopo i primi studi di lettere classiche presso l'Istituto dei Salesiani di Faenza è attratto dalla carriera navale. Ottenuto il consenso paterno, all'età di sedici anni, affrontò l'esame di ammissione presso la Regia Accademia Navale di Livorno superandolo brillantemente. Superato il 1º e 2º corso, in qualità di allievo ufficiale si imbarcò sulla nave scuola Flavio Gioia dal 30 ottobre 1916 al 15 luglio 1917. Concluso il 3º Corso ritornò nuovamente sulla Flavio Gioia per prestare giuramento come volontario del Corpo equipaggi della Regia Marina con ferma di sei anni. Nel marzo 1919 si imbarcò come allievo guardiamarina sulla corazzata Dante Alighieri, operante tra Zara, Fiume e Sebenico durante l'occupazione interalleata.
Durante questo turbolento periodo incontrò Gabriele D'Annunzio, che lo introdusse al mondo dell'aviazione, scoprendo le gesta di due noti aviatori della sua città Francesco Baracca e Giuseppe Miraglia. Trasferito sulla Conte di Cavour prese parte ad una crociera nell'America del Nord, venendo promosso guardiamarina il 14 settembre dello stesso anno. Ritornato sulla Dante Alighieri, nel novembre 1920 si trasferì sull'incrociatore protetto Libia, e poi nel marzo 1921 sull'esploratore Nino Bixio di base a Taranto. Nel gennaio 1921 chiese di essere ammesso ad un corso di pilotaggio per idrovolanti preso la Scuola della Regia Marina di Taranto, conseguendo i brevetti di pilota e pilota militare nel novembre dello stesso anno, e rimanendo in servizio presso la scuola in qualità di istruttore. Dal 23 dicembre 1921 al 20 agosto 1922 prestò servizio presso l'idroscalo G. Fieschi di La Spezia, ritornando quindi presso l'Accademia navale per frequentare il corso superiore, al termine del quale si reimbarcò sulla corazzata Conte di Cavour.
Nel 1923 fu costituita la Regia Aeronautica ed egli presentò subito richiesta per esservi trasferito, entrando in servizio con il grado di tenente. Alla metà del mese di agosto fu assegnato all'idroscalo di Taranto con la mansione di addetto al Comando del 23º Stormo. Il 28 novembre 1925 fu ammesso a partecipare al 1º Corso Superiore della Regia Aeronautica, uscendone il 15 giugno 1924 con il grado di capitano per assumere il comando della Scuola di pilotaggio di Passignano sul Trasimeno. Dopo le crociere sull'Atlantico e quelle delle due Americhe il generale Francesco De Pinedo lo volle come suo aiutante di volo presso il Comando della III Zona Aerea Territoriale. Nel 1928 prese parte alla Crociera del Mediterraneo occidentale pilotando un idrovolante SIAI S.62, e poi a quella del Mediterraneo orientale a bordo di un SIAI-Marchetti S.55. Trasferì l'S.55 "Santa Maria" di De Pinedo dall'Italia a Parigi, dove fu esposto presso il Salone internazionale dell'aeronautica di Parigi-Le Bourget. Nel settembre 1929 assunse il comando dell'idroscalo di Augusta e del locale gruppo idrovolanti dotato di SIAI S.59bis.
Promosso maggiore il 15 aprile 1931, assunse anche l'incarico di giudice effettivo presso il tribunale militare di Palermo. Durante tale incarico, durato un anno e mezzo, divenne comandante del 91º Gruppo Autonomo Bombardamento e dell'idroscalo di Cadimare.
Il comando della Regia Aeronautica gli affidò il compito di elaborare le dottrine e le tattiche di impiego per il lancio di siluri da velivoli, e tra il 1933 ed il 1934 effettuò una lunga serie di prove con gli idrovolanti Macchi M.24 e SIAI-Marchetti S.55. Nel corso del 1934 è promosso tenente colonnello, e l'anno successivo pubblicò sulla Rivista Aeronautica un lungo articolo sulle esperienze compiute e sui risultati ottenuti dal suo lavoro sperimentale. Dal giugno 1935 al marzo 1936 ricoprì l'incarico di consulente tecnico presso l'Istituto di guerra marittima di Livorno, per assumere poi il comando del 31º Stormo Bombardamento Marittimo dell'Idroscalo di Orbetello.

### La Guerra di Spagna e la Seconda Guerra Mondiale
Il 28 luglio 1936, dieci giorni dopo il pronunciamento del generale Francisco Franco Bahamonde che diede il via alla guerra civile spagnola, il Capo di stato maggiore della Regia Aeronautica, generale Giuseppe Valle, gli affidò il compito di consegnare 12 bombardieri Savoia-Marchetti S.M.81 Pipistrello alle forze aeree nazionaliste. I dodici velivoli decollarono dall'aeroporto di Cagliari-Elmas atterrando sull'aeroporto marocchino di Nador, situato nei pressi di Melilla, dopo un volo funestato dalle avverse condizioni meteorologiche che provocano la perdita di tre velivoli. La permanenza in Spagna, che doveva durare solo pochi giorni, si protrasse per sette mesi, ed egli prese parte a numerose azioni belliche. Assumendo il nome di copertura di "Francesco Federici" ebbe il comando dei velivoli e degli uomini della Regia Aeronautica che affluivano in terra spagnola sempre più numerosi. Il 28 dicembre 1936 fu costituita l'Aviazione Legionaria, al comando del generale Vincenzo Velardi, ma egli rimase in Spagna per esplicita richiesta delle autorità nazionaliste, continuando l'attività di consulenza e collegamento con le autorità italiane. Rimpatriò da Cadice il 4 marzo 1937, ed il 1º maggio assunse il comando del 30º Stormo Bombardamento Terrestre di Forlì.
Il 1º febbraio 1938 fu trasferito al comando del 36º Stormo equipaggiato con i primi bombardieri veloci Savoia-Marchetti S.79 Sparviero, e tra il 5 ed il 21 aprile 1939 prese parte all'occupazione dell'Albania, e dal 16 giugno ai primi di dicembre operò presso la II ZAT di Padova come Capo di stato maggiore. Nel mese di dicembre fu trasferito a Roma come Vice capo di gabinetto al Ministero dell'aeronautica. Il 12 dicembre 1940 è promosso generale di brigata aerea e nominato comandante della 15ª Brigata Bombardamento equipaggiata con i Fiat BR.20 Cicogna. Come vicecomandante del Corpo Aereo Italiano (CAI) guidò i bombardieri durante le operazioni contro la Gran Bretagna. Al termine delle operazioni il bilancio operativo fu allarmante in quanto le difficoltà ed il clima crearono seri problemi ai velivoli ed ai reparti del C.A.I. Dopo il suo ritorno in Patria assunse il comando interinale della Divisione Bombardamento “Drago”, e poi la direzione del 3º Reparto dello Stato maggiore a Roma. Durante la sua attività mantenne quotidiani contatti con le più alte autorità militari, civili e del regime, effettuando ispezioni in Libia e Sicilia, per essere nominato comandante dell'Aeronautica della Tripolitania (Aeronautica della Libia - Ovest) il 31 dicembre 1941. Il 5 gennaio 1943 fu rimpatriato per un breve periodo di convalescenza, ma non rientrò più in Libia, in quanto il 6 febbraio assunse il comando dell'Aviazione ausiliaria per la Marina (MARINAVIA), subentrando al generale Alberto Briganti. Mantenne tale incarico fino alla data dell'armistizio con gli anglo-statunitensi, l'8 settembre 1943.

### I giorni del caos
Il 9 settembre si recò al Ministero della Marina in cerca di ordini, e lì ebbe un incontro con l'ammiraglio Luigi Sansonetti, Sottocapo di stato maggiore, che gli disse che lui dipendeva dall'Aeronautica e che doveva recarsi presso il suddetto Ministero per ricevere gli ordini richiesti. Si recò allora presso il Ministero dell'Aeronautica dove il Sottocapo di stato maggiore, generale Giuseppe Santoro, gli disse che i suoi reparti dipendevano dal Ministero della Marina, e lì avrebbe dovuto recarsi per ricevere gli ordini. Inoltre Santoro lo informava che tutti i ministri e i Capi di stato maggiore delle Forze armate avevano lasciato Roma per ignota destinazione.
Ritornato nel suo ufficio, il pomeriggio dello stesso giorno emanò gli ordini relativi al trasferimento degli aerei dei reparti dislocati in Egeo a Brindisi, e di quelli della Provenza a La Spezia. Tutti gli aerei impossibilitati al trasferimento dovevano essere distrutti o affondati, e il personale a terra doveva unirsi, ove possibile, ai reparti del Regio Esercito o della Marina eventualmente presenti in zona. Il 10 settembre si incontrò con il generale Aldo Urbani, già capo di gabinetto del Ministro dell'aeronautica generale Renato Sandalli, rimasto al proprio posto. Nominato il generale Urbani Commissario dell'Aeronautica per l'Urbe, cercò di aiutarlo a salvare il salvabile dai tedeschi, evitando nel contempo il totale disfacimento dei reparti. Contattato da alcuni ufficiali dell'Aeronautica fu invitato a incontrarsi con il ministro Alessandro Pavolini, per aderire alla neocostituita Repubblica Sociale Italiana. Mai iscritto al partito fascista egli rifiutò gentilmente l'invito. Nuovo Sottosegretario di stato all'aeronautica fu nominato il tenente colonnello Ernesto Botto, che si recò a Roma per incontrare il generale Urbani, in quanto quest'ultimo, grazie ai buoni rapporti personali stabiliti con il comando tedesco della capitale, era riuscito a salvare il personale dell'aeronautica dalla deportazione in Germania.

### Nell'Aeronautica Nazionale Repubblicana
Verso la seconda metà del mese di ottobre il Sottosegretariato di stato all'aeronautica iniziò a trasferirsi da Roma a Bassano del Grappa, ed egli divenne praticamente ufficiale di collegamento con il comando della Luftflotte 2 ad Abano Terme. Il 18 dicembre il tenente colonnello Botto annunciò che il Sottosegretariato si trasferiva a Bellagio, ma il 7 marzo 1944 Botto fu sostituito dal generale Arrigo Tessari, che assunse anche la carica di Capo di stato maggiore dell'A.N.R. Tessari rimase sottosegretario per poco tempo, sostituito il 26 luglio dal tenente colonnello Manlio Molfese. Il 27 novembre 1944, dopo tesi colloqui con il Maresciallo Rodolfo Graziani e Benito Mussolini, accettò di prendere il posto del dimissionario Sottosegretario Molfese, e come prima decisione trasferì la sede del Sottosegretariato da Bellagio a Milano, rinominando Capo di stato maggiore dell'A.N.R. il tenente colonnello Giuseppe Baylon.
Durante il suo mandato cercò sempre di evitare l'impiego dei reparti ai suoi ordini contro obiettivi italiani, e quando all'inizio dell'aprile 1945 la situazione bellica precipitò con l'avanzata delle forze anglo-americane in Romagna e sull'appennino tosco-emiliano, il comando supremo della RSI predispose la ritirata dei reparti militari verso la Valtellina.
Con il Segretario particolare del Duce, Gatti, organizzò un volo di evacuazione delle più alte personalità del regime da Ghedi (BS) verso la Spagna che doveva effettuarsi il 22 aprile 1945 con un S.79 dotato di insegne croate, ma tale volo non ebbe luogo per il rifiuto di Mussolini. Insieme a Graziani e all'Aiutante di campo generale Rosario Sorrentino lasciò Milano per Menaggio, dove si trovava Mussolini, e poi per Como, dove si stavano riunendo i superstiti gerarchi della RSI. Il 27 aprile lui, Graziani e Sorrentino si arresero a Cernobbio (CO) ai rappresentanti del CLN, assistiti dal capitano Daddario dell'US Army. I tre furono tradotti a Milano dove pernottarono per due volte in albergo, una notte all'Hotel Regina ancora presidiato dai tedeschi, e la seconda all'Hotel Milano, occupato dalla Missione OSS diretta da Biagio Max Corvo.
Lasciato l'Hotel Milano i tre trascorsero le ore centrali del 29 aprile nel carcere di San Vittore in mano ai rivoltosi, ma alle 17 lasciarono Milano in auto per essere trasferiti a Ghedi, come prigionieri del 40º Corpo d'Armata americano. In seguito venne più volte trasferito da un luogo all'altro, tra cui il Campo di concentramento di Coltano, fino a raggiungere il carcere di Firenze nel mese di dicembre. Verso la metà del mese di gennaio 1946 fu trasferito a Milano, dove il 19 giugno la Corte d'assise lo assolse con formula piena da ogni accusa, sentenza confermata dalla Corte di cassazione il 15 dicembre 1947. Poco dopo una Commissione Speciale del Ministero dell'Aeronautica decise il suo collocamento a riposo con effetto retroattivo dal settembre 1945. Durante gli anni successivi mantenne sempre un dignitoso silenzio su quanto era accaduto durante il periodo 1943-1945, scrivendo un memoriale nel 1970 in cui raccontava l'andamento dei fatti, in particolare le ultime ore prima della resa agli anglo-americani. Si spense a Oderzo il 12 aprile 1980.

## Pubblicazioni
- Viva la Muerte, Ufficio editoriale aeronautico, Roma, 1941.

### Annotazioni
1. ↑  Nove aviatori persero la vita, mentre altri sette vennero catturati in Tunisia dalle forze militari francesi, le cui autorità civili disponevano da allora delle inconfutabili prove dell'intervento italiano in Spagna.
2. ↑  Equipaggiato con i bombardieri S.81, fu trasferito poco dopo sull'aeroporto di Bologna.
3. ↑  Tale operazione fu designata in codice "Operazione Oltre Mare Tirana" (O.M.T.).
4. ↑  Tale reparto era al comando del generale Rino Corso Fougier.
5. ↑  Incontrato Botto presso la Casa dell'Aviatore Bonomi lo convinse a non entrare in contrasto con le autorità tedesche, per evitare la deportazione del superstite personale in Germania.
6. ↑  Fino ad allora ricoperta dal colonnello Giuseppe Baylon.
7. ↑  Era la sede del comando delle SS.

### Fonti
1. 1 2 3 4 5 6 7 8 9 10 11 12 13 14 15 16 17 18 19 20 21 22  Emiliani 2007, p. 13.
2. 1 2 3 4 5 6 7 8 9 10  Emiliani 2007, p. 14.
3. 1 2 3 4 5  Waldis 2013, p. 20.
4. ↑  Waldis 2013, p. 21.
5. 1 2 3 4 5  Emiliani 2007, p. 15.
6. 1 2 3 4 5 6 7 8 9 10 11 12  Emiliani 2007, p. 16.
7. 1 2 3  Emiliani 2007, p. 17.
8. 1 2 3  Emiliani 2007, p. 18.
9. 1 2  Emiliani 2007, p. 19.
10. ↑  Emiliani 2007, p. 20.
11. 1 2  Emiliani 2007, p. 22.
12. 1 2 3 4  Emiliani 2007, p. 23.
13. ↑  Bollettino Ufficiale 1940 dispo.01, pag.2.